# Kepler-283 c
Kepler-283 c, precedentemente noto con la designazione KOI-1298 c, è un pianeta extrasolare che orbita attorno a Kepler-283, una stella nana arancione più piccola e fredda del Sole. È situato nella costellazione del Cigno e dista 1742 anni luce dal sistema solare. La conferma della scoperta, avvenuta con il metodo del transito tramite il telescopio spaziale Kepler, si è avuta nel marzo 2014. 
Il pianeta ha un raggio 1,82 volte quello terrestre, e potrebbe essere del tipo super Terra oppure un nano gassoso, a seconda della composizione chimica. Orbita nella zona abitabile della propria stella in circa 93 giorni terrestri. Il suo indice di similarità terrestre è pari a 0,79.